# Генрі Роулінсон
Генрі Кресвік Роулінсон (англ. Henry Creswicke Rawlinson, 5 квітня 1810, Чедлінгтон, Оксфордшир — 5 березня 1895, Лондон) — британський археолог, ассиролог, лінгвіст і дипломат; майор-генерал британської армії, баронет. Член Лондонського королівського товариства. Здобув популярність як дешифрувальник перського клинопису. Ризикуючи життям, він у 1837–1844 роках багаторазово підіймався на Бехістунську скелю, щоб скопіювати перську та еламітську частини Бехістунського напису, який він потім дешифрував.

## Біографія
Роулінсон був сином коняра Абрама Тізака Роулінсона (англ. Abram Tyzack Rawlinson). Його братом був історик Джордж Роулінсон.
Здобув освіту в боро Лондону Ілінг графства Міддлсекс, Мідлсекському університеті.
У 1826 році вступив на військову службу в Ост-Індську компанію. У 1827 році на посаді кадета Ост-Індської компанії прибув до Індії. Там він навчився швидко говорити перською і через 6 років був направлений до Персії для навчання військ шаха. В Ірані він виявив напис на Бехістунській скелі, яку він з ризиком для життя скопіював (фотознімання в ті роки була відсутня, і йому довелося багато разів підійматися на скелю, щоби змалювати знаки). Конфлікти між британським і перським урядом привели до того, що Роулінсону довелося покинути Персію. У 1840 р. він отримав посаду в Кандагарі (Афганістан) і проявив себе гарним воїном в афганській війні. У 1843–1844 рр. був британським агентом на Аравійському півострові. За власним бажанням у 1844 році отримав нове призначення на посаду британського консула у Багдаді, де у нього з'явився час повернутися до вивчення клинопису. У 1851 р. став Генеральним консулом в Багдаді, йому присвоєно звання підполковника.
Роулінсон скористався цією можливістю, щоб продовжити археологічні дослідження. Вважається, що Роулінсон був знайомий з маловідомими в той час дослідженнями Гротефенда, який поклав початок дешифруванню перського клинопису. Навіть попри це, заслуга його у вивченні перського клинопису дуже велика — скопіював і дешифрував раніше невідомий дослідникам Бегістунський напис, який дав багатий матеріал відразу для трьох стародавніх мов. Також він займався розкопками Ніневії і Вавилона, де виявив велику кількість ассиро-вавилонських клинописних написів, які дешифрував у співпраці з іншими ассирологами.
У 1849 Роулінсон повернувся до Англії й опублікував у 1851 р. свої спогади та Бегістунський напис. Він передав зібрані ним артефакти Британському музею й вирушив разом з Остіном Г. Лейярд в експедицію по місцях стародавньої Месопотамії. У 1855 р. звільнився з Ост-Індської компанії та провів більшу частину останніх 40 років у м. Лондоні. В Англії Роулінсон познайомився з молодим Джорджом Смітом, котрий завдяки його сприянню став відомим дослідником старожитностей.
У 1856 р. обраний в англійський Парламент і одночасно до Ради Ост-Індської компанії, в якій залишався до реорганізації компанії в 1858 році.
У 1859 р. отримав посаду британського посланця в Тегерані, проте вже в 1860 році пішов з неї у відставку.
З 1865 р. до 1868 р. він знову був членом Парламенту від «Фроум» і знову увійшов до ради Ост-Індської компанії.

## Праці
Найважливіша робота (за участю Дж. Сміта):
- (англ.)«The cuneiform inscriptions of Western Asia» (1861—1870).

Деякі інші найважливіші публікації:
- (англ.)«The Persian cuneiform lnscriptions at Behistun» (1846);
- (англ.)«History of Assyria, as collected from the inscriptions discovered in the ruins of Niniveh» (1852);
- (англ.)«Memorandum on the publication of the cuneiform inscriptions» (1855);
- (англ.)«A selection from the miscellaneons inscriptions of Assyria» (1870) und
- (англ.)«England and Russia in the East» (1875).
- (англ.)George Rawlinson:Memoir of Henry Creswicke Rawlinson, Longmans Green, New York 1898.

## Джерело
- Раулинсон, Генри Крезвик // Энциклопедический словарь Брокгауза и Ефрона : в 86 т. (82 т. и 4 доп. т.). — СПб., 1890—1907. — Т. XXVI. — С. 369—370. (рос. дореф.)
- Reinhold Rost: Nachruf, In: Zeitschrift für Assyriologie und verwandte Gebiete, Band 10 (1895) ULB Halle [Архівовано 4 березня 2016 у Wayback Machine.].(нім.)